# Nike z Olimpii

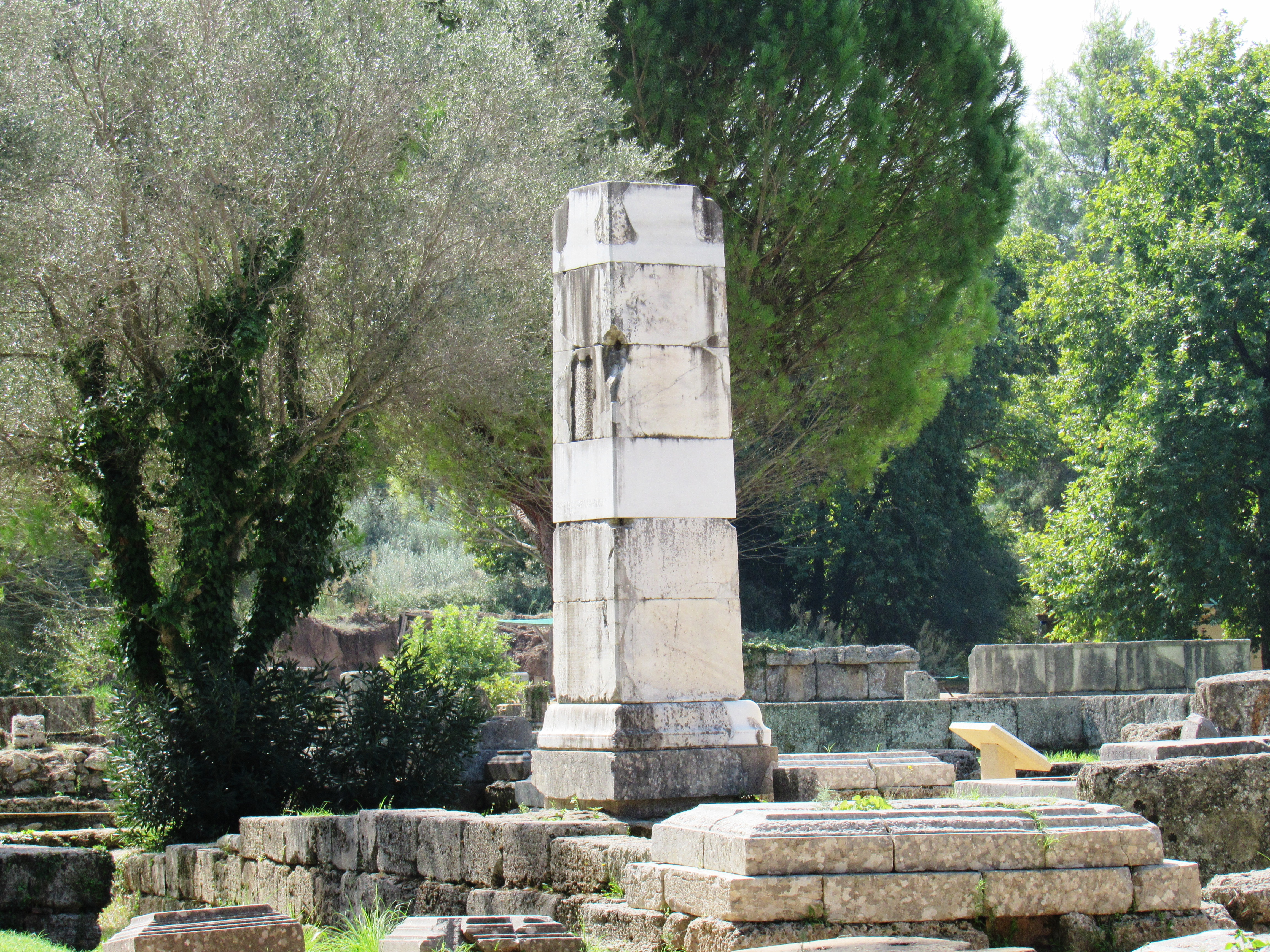
Pozostałości piedestału posągu w Olimpii

Nike z Olimpii (także Lecąca Nike) – marmurowy posąg bogini zwycięstwa Nike dłuta Pajoniosa z Mende z ok. 420 p.n.e., wykonany na zamówienie Meseńczyków jako dar dziękczynny dla Zeusa za zwycięską bitwę ze Spartą, umieszczony przed świątynią Zeusa Olimpijskiego w Olimpii; zachowany fragmentarycznie, obecnie w Muzeum Archeologicznym w Olimpii.

## Historia odkrycia
Posąg został odnaleziony przez ekspedycję niemiecką podczas wykopalisk w Olimpii w grudniu 1875 roku i styczniu 1876 roku. Odkryta rzeźba, zachowana w odosobnionych fragmentach, obecnie znajduje się w miejscowym muzeum archeologicznym.

## Opis

### Posąg
Posąg przedstawia boginię zwycięstwa Nike ukazaną w locie – po raz pierwszy w sztuce greckiej – gdy zstępuje z Olimpu, by obwieścić tryumf Meseńczyków nad Lakonią w II wojnie peloponeskiej. Jej postać szczelnie opina peplos, który zsunął się z lewego ramienia, odsłaniając lewą pierś; również lewa noga pozostaje odsłonięta. W tym ujęciu bogini wydaje się lekka i zwiewna. W oryginale trzymała w dłoniach poły płaszcza, który wydymał się z tyłu niczym żagiel pod wpływem wiatru. Pozostałości polichromii wskazują, że peplos miał kolor czerwony, a włosy bóstwa były czarne.
Do dziś nie zachowały się twarz, skrzydła, przedramiona, dłonie i płaszcz. Pod stopami postaci znajdował się orzeł, z którego dotąd przetrwała jedynie głowa, a na jej plecach zachowały się pozostałości przyczepów skrzydeł.
Rzeźba została wykonana z marmuru paryjskiego przez Pajoniosa z Mende. Różne źródła podają rozmaite wymiary posągu: od 1,98 m, poprzez 2 m i 2,16 m aż do 2,90 m. Według Curtiusa i innych (1897), jego wysokość liczona do szczytu głowy wraz z bazą wynosi 2,16 m, a 2,90 m to wysokość liczona do szczytów niezachowanych skrzydeł.
Jest to najstarszy znany posąg Nike w sztuce greckiej i charakterystyczny przykład stylu bogatego. Opisał go grecki geograf Pauzaniasz.

### Piedestał
Posąg osadzony był na dziewięciometrowym piedestale zbudowanym z sześciu bloków, który zachował się ok. 30 m na południowy wschód od świątyni Zeusa Olimpijskiego. Piedestał skonstruowano na planie trójkąta równobocznego. Statua wraz z piedestałem miała ok. 12 m wysokości.
Na piedestale znajdują się dwie inskrypcje wotywne. Pierwsza, wyryta na trzecim bloku od dołu, to dedykacja posągu Zeusowi Olimpijskiemu przez mieszkańców Mesenii i Nafpaktos, sojuszników Aten, po ich zwycięstwie nad Lakonią (Spartą) w II wojnie peloponeskiej (bitwa pod Sfakterią w 425 roku p.n.e.), wraz z nazwiskiem artysty, który posąg wykonał – Pajoniosem z Mende.

Μεσσάνιοι καὶ Ναυπάκτιοι ἀνέθεν Διὶ / Ολυμπίωι δεκάταν ἀπὸ τῶν πολεμίων.

Mieszkańcy Mesenii i Nafpaktos dedykują to Zeusowi Olimpijskiemu jako dziesięcinę z łupów wojennych.

Παιώνιος ἐποίησε Μενδαῖος καὶ τἀκρωτήρια ποιῶν ἐπὶ τὸν ναὸν ἐνίκα.

Pajonios z Mende to stworzył i zwyciężył [w konkursie na] akroterion świątyni.

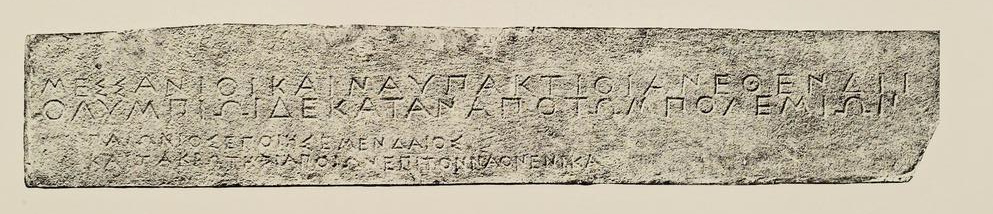
Inskrypcja wotywna z dedykacją posągu Zeusowi Olimpijskiemu

Ufundowanie posągu było wyzwaniem rzuconym Spartanom, którzy po ostatecznym zwycięstwie nad Atenami i ich sojusznikami, na polecenie wodza Lizandra w odpowiedzi wystawili w Sparcie dwa pomniki unoszącej się Nike, również opisane przez Pauzaniasza.
Druga inskrypcja Meseńczyków z ok. 135 p.n.e. znajduje się na prawym boku piedestału i upamiętnia arbitraż pomiędzy Meseńczykami a Lakończykami w sprawie o sporny teren na górze Tajget – Dentheliatis.

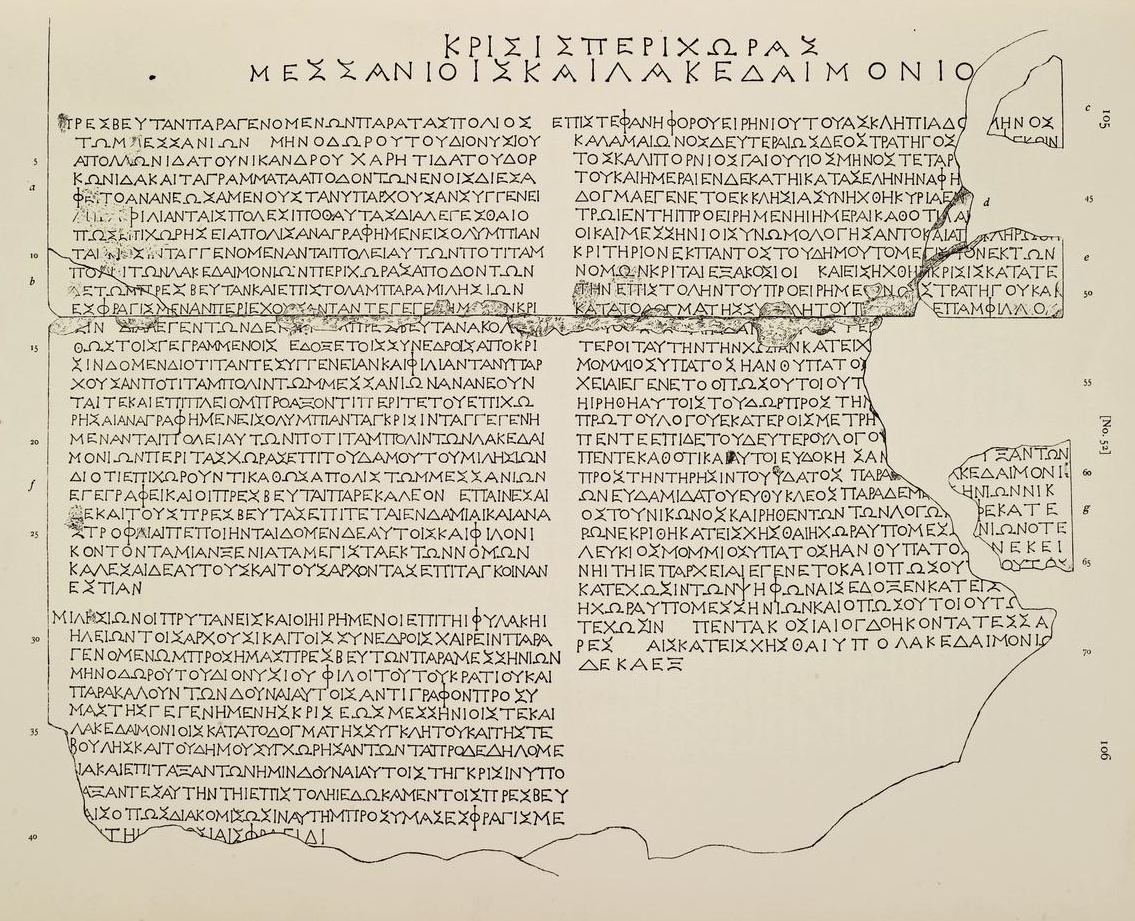
Inskrypcja upamiętniająca arbitraż pomiędzy Meseńczykami a Lakończykami

## Rekonstrukcje

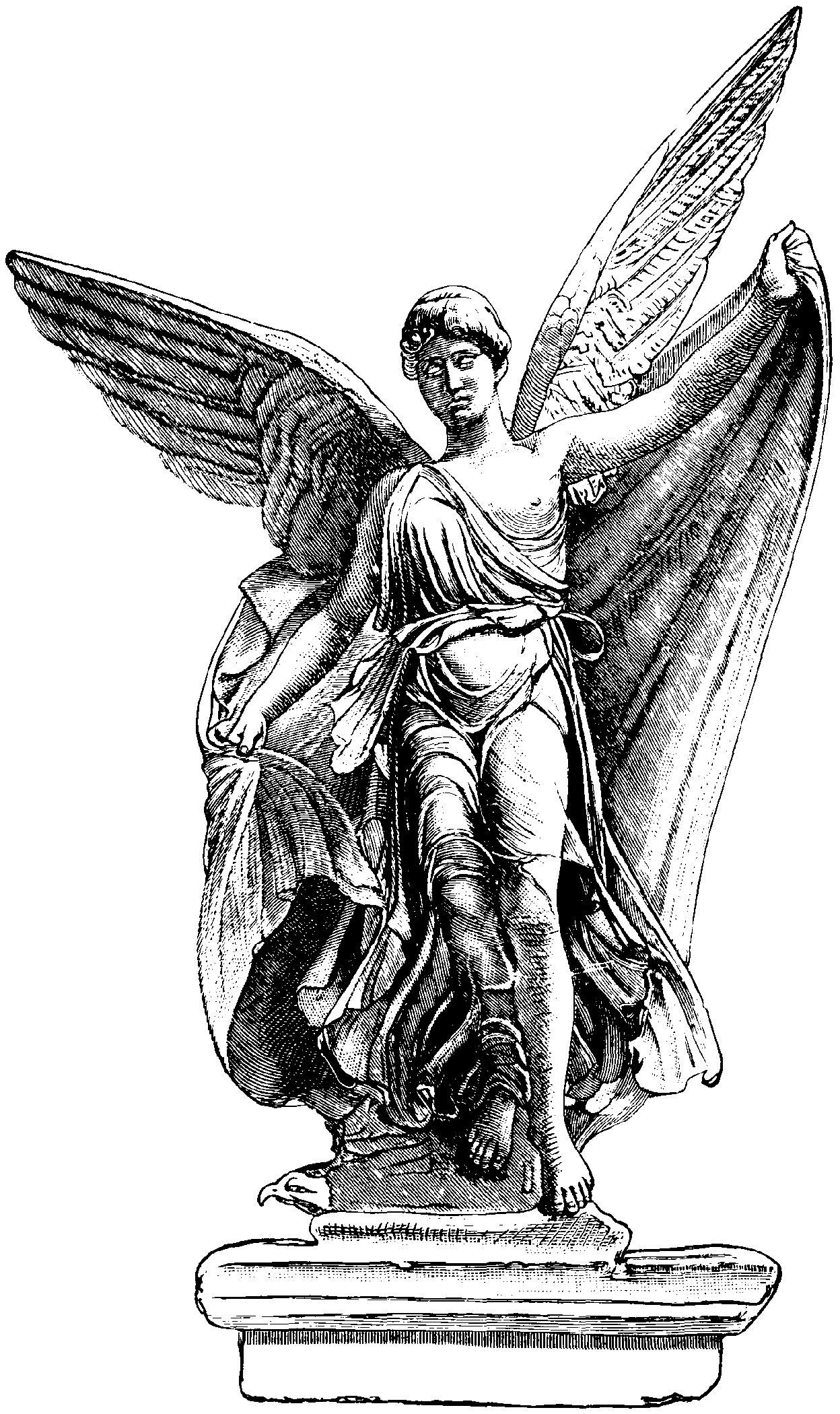
Wyobrażenie posągu (XIX w.)

Pierwszą rekonstrukcję posągu w skali 1:5 przeprowadził w 1883 roku niemiecki rzeźbiarz Richard Grüttner (1854–1919). Na podstawie znalezionych fragmentów sporządził szkice jego prawdopodobnego wyglądu i model gipsowy. Nike otrzymała twarz, przedramiona i dłonie, płaszcz oraz gałąź palmową w prawej dłoni. Gipsowy model Grüttnera znajduje się w zbiorach Muzeum Archeologicznego w Olimpii. Zmieniał on swój model na przestrzeni czasu, pracując nad nim przez 40 lat.
Kolejny model – bez gałęzi palmowej – wykonał na zlecenie archeologa Georga Treu (1843–1921) rzeźbiarz Oskar Rühm, który wzorował się na pracy Grüttnera i wskazówkach archeologa.